# 兴业证券
兴业证券股份有限公司，简称兴业证券（上交所：601377），是一家总部位于福建省福州市的全国性综合类证券公司。

## 历史
公司的前身是成立于1991年的兴业银行证券业务部，1994年改组为福建兴业证券公司，1999年，兴业证券与兴业银行脱钩，更名为兴业证券股份有限公司。兴业证券现在福州、厦门、泉州、漳州、上海、北京、深圳、成都等地设有营业网点。
2003年9月30日，兴业证券與其他公司一起成立兴业基金管理有限公司，兴业证券持股比例48.98%。
2016年9月30日，該公司把旗下香港業務的興證國際分拆港交所上市。
2021年7月24日，中国证券监督管理委员会发布《2021年证券公司分类结果》，共有103家券商参与。其中兴业证券被评为AA级，而2020年为A级。

## 三大股东
1、福建省财政厅，2、福建省投资开发集团有限责任公司，3、上海申新（集团）有限公司。

## 欣泰电气欺诈发行案
2011年11月，欣泰电气开始IPO申请，通过虚构收回应收账款、少计提坏账，虚增经营活动产生的现金流净额等财务造假的手段，欣泰电气在2012年7月3日通过创业板发审会审核，并于2014年1月3日拿到批文，1月27日登陆深圳证券交易所创业板。上市后，欣泰电气继续虚构收回应收账款，少计提坏账准备，虚增货币资金。而且，该公司实际控制人温德乙以员工名义从公司借款6388万元，未被披露。 
2016年6月17日，中国证券监督管理委员会新闻发布会表示，欣泰电气涉嫌欺诈发行、信披违规案，向欣泰电气出具调查告知书；同时证监会对欣泰电气、新华会计师事务所立案调查；对保荐机构兴业证券初步启动调查程序，并转入立案调查程序，兴业的20个保荐项目全部被暂停受理。随后证监会确定欣泰电气欺诈发行并作出行政处罚，深圳证券交易所将依法履行退市工作，启动欣泰电气退市程序。这也意味着欣泰电气将成为中国创业板第一个被退市的公司。
兴业证券作为欣泰电气上市的保荐机构及主承销商，出资5.5亿元设立“欣泰电气欺诈发行先行赔付专项基金”。

## 外部引用
1. ↑  .   [2010-06-24]. （原始内容存档于2017-06-10）.
2. ↑  .   [2010-06-24]. （原始内容存档于2017-07-18）.
3. ↑  
陈连华主编,ICBC代理开放式基金手册 下 2006版,上海财经大学出版社,2007.08,第1412页
4. ↑  興證今（2016年9月30日）招股 2808元入場 （页面存档备份，存于）2016年9月30日 文匯報
5. ↑  . 环球网.   [2021-11-10]. （原始内容存档于2021-11-14）.
6. ↑  . 中证网.   [2021-11-10]. （原始内容存档于2021-08-06）.
7. ↑  . 界面新闻.   [2021-11-10]. （原始内容存档于2021-11-14）.
8. ↑  . 一财网.   [2021-11-10]. （原始内容存档于2021-11-27）.
9. ↑  .   [2010-06-24]. （原始内容存档于2016-09-09）.
10. ↑  . 凤凰网.   [2016-06-17]. （原始内容存档于2016-08-08）.
11. ↑  . 搜狐网.   [2016-06-17]. （原始内容存档于2016-08-08）.
12. ↑  . 网易. 2016-06-17  [2016-06-17]. （原始内容存档于2016-08-08）.
13. ↑  .   [2017-06-12]. （原始内容存档于2020-01-05）.